# Julia Billet
Pour les articles homonymes, voir Billet.
 (janvier 2020).
Julia Billet, née le 9 février 1962 à Maisons-Laffitte (Yvelines), est une autrice française de romans, de nouvelles, de scénarios de bande dessinée et de poésie.

## Biographie
Julia Billet habite dans le département des Vosges. Elle est professeur à l'École supérieure d'art d'Épinal et enseigne dans une association d’aide aux migrants. Elle anime aussi des ateliers d’écriture à l’école, en prison, et auprès des malades d’Alzheimer.

## Œuvres
Sont signalées ici uniquement les premières éditions.

### Romans
- J'ai oublié : roman, Aigues-Vives, HB éditions, 1998, 215 p. (ISBN 2-911406-46-X).
- De silences et de glace, Paris, L'École des loisirs, coll. « Médium », 2002, 110 p. (ISBN 2-211-06367-5).
- Salle des pas perdus, Paris, L'École des loisirs, coll. « Médium », 2003, 90 p. (ISBN 2-211-06751-4).
- Alors, partir ?, Paris, Éditions du Seuil, coll. « Karactère(s) », 2008, 107 p. (ISBN 978-2-02-097287-1).
- Sayonara samouraï, Éditions du Seuil, 2009, 120 p. (ISBN 978-2-02-106220-5).
- La Guerre de Catherine, Paris, L'École des loisirs, coll. « Médium », 2012, 299 p. (ISBN 978-2-211-20728-7).
- Tu : roman, Auxerre, Éditions Rhubarbe, 2012, 150 p. (ISBN 978-2-916597-55-3).
- La Trouille, La Celle-Saint-Cloud, Éditions Le Calicot, 2017, 62 p. (ISBN 979-1-097340-01-8).
- Des feuilles et des branches  (ill. Manon Ficus), La Celle-Saint-Cloud/01-Péronnas, Éditions Le Calicot, 2018, 159 p. (ISBN 979-1-097340-04-9).
- Au nom de Catherine, Paris/53-Mayenne, L'École des loisirs, coll. « Médium », 2020, 358 p. (ISBN 978-2-211-30768-0).
- Julia Billet et Cécile Roumiguière, Ô sisters, Paris/53-Mayenne, L'École des loisirs, coll. « Médium + », 2022, 363 p. (ISBN 978-2-211-31859-4).

### Nouvelles
- Cris de guerre : recueil de nouvelles, Aigues-Vives, HB éditions, coll. « Textes courts », 2000, 103 p. (ISBN 2-911406-76-1).
- Le Fil invisible : nouvelle  (ill. Sandrine Martin), Paris, Éditions Le Baron perché, coll. « Les Orpailleurs », 2007, 45 p. (ISBN 978-2-35131-052-6).
- Petites Histoires de quartiers : recueil de nouvelles, Saint André (Réunion), Éditions Océan, coll. « Océan Ados », 2010, 197 p. (ISBN 978-2-916533-99-5). Ouvrage publié avec le soutien de l'Observatoire des inégalités[3]
- Promesses : deux nouvelles, Paris, Le Muscardier, 2013, 62 p. (ISBN 979-10-90685-22-2).
- À suivre : nouvelle, Auxerre, éditions Rhubarbe, 2014, 27 p. (ISBN 978-2-916597-73-7).
- Chambre d'ombre : nouvelle  (ill. Cyril Dominger, photogr. Patrick Jacques), Épinal, Éditions du Pourquoi pas ?, coll. « Pourquoi pas l'écriture ? », 2016 (ISBN 979-1-092353-28-0).
- Un air de voyage : nouvelles  (photogr. Patrick Jacques), Éditions du Pourquoi pas ?, 2022 (ISBN 979-10-92353-69-3)[4].

### Albums pour enfants
- Je n'oublierai pas, Éditions Motus, coll. « Mouchoir de poche », 2006, 28 p. (ISBN 978-2-907354-67-7).
- Noémie lit et crie, Urville-Nacqueville, Éditions Motus, coll. « Mouchoir de poche », 2007, 32 p. (ISBN 978-2-907354-74-5).
- Pourquoi c'est toujours moi qui ?  (ill. Nana Margabim), Éditions Océan, 2007, 33 p. (ISBN 978-2-916533-27-8).
- T'es qui, toi ?, Urville-Nacqueville, Éditions Motus, coll. « Mouchoir de poche », 2010, 28 p. (ISBN 978-2-36011-011-7).
- Une bonne nouvelle  (ill. Alice Bohl), Saint-André (La Réunion), Éditions Océan, coll. « Ti lecteurs », 2012, 31 p. (ISBN 978-2-36247-043-1).
- 1+1=1  (ill. Ana Aranda Balcázar), Épinal, Éditions du Pourquoi pas ?, 2013, 12 p. (ISBN 979-10-92353-09-9).
- Les Ailes du vent ; Un potager qui en sait long  (ill. Pauline Blanchard), Épinal, Éditions du Pourquoi pas ?, coll. « Faire société », 2014, 14 p. (ISBN 979-10-92353-13-6).
- Le Secret des lucioles  (ill. Christelle Diale), Épinal, Éditions du Pourquoi pas ?, coll. « Faire société », 2017, 36 p. (ISBN 979-10-92353-34-1).
- Les Fourmis  (ill. Hélène Humbert), Épinal/impr. en République tchèque, Éditions du Pourquoi pas ?, 2017, 24 p. (ISBN 979-10-92353-38-9).
- Le Caillou  (ill. Hélène Humbert), Épinal/impr. en République tchèque, Éditions du Pourquoi pas ?, 2017, 24 p. (ISBN 979-10-92353-36-5).
- La Feuille  (ill. Hélène Humbert), Épinal/impr. en République tchèque, Éditions du Pourquoi pas ?, 2017, 24 p. (ISBN 979-10-92353-37-2).
- Plus fort que le vent  (ill. Ana Aranda), Clichy/impr. en UE, Éditions du Jasmin, 2018 (ISBN 978-2-35284-151-7).
- Au fil de l'eau  (ill. Célia Housset), Épinal, Éditions du Pourquoi pas ?, coll. « Pourquoi pas la Terre ? », 2019, 30 p. (ISBN 979-10-92353-56-3).

### Bandes dessinées
- Mo  (ill. Simon Bailly), Épinal, Éditions du Pourquoi pas ?, 2015, 55 p. (ISBN 979-10-92353-17-4).
- Le Mystère de la chambre froide  (ill. Simon Bailly), Épinal, Éditions du Pourquoi pas ?, 2016, 55 p. (ISBN 979-10-92353-17-4).
- La Guerre de Catherine  (ill. Claire Fauvel), Paris, Rue de Sèvres, 2016, 160 p. (ISBN 978-2-36981-362-0).
- La Beauté du monde  (ill. Jérôme Ruillier), Paris/impr. en Lettonie, L'Agrume, 2018, 78 p. (ISBN 979-10-90743-75-5)[5],[6],[7].
- Au nom de Catherine (ill. Mayalen Goust), Rue de Sèvres, 2023  (ISBN 978-2-81020-058-0)

### Livres d’artistes
- J'ai le monde à l'envers, conception et graphisme Grégoire Dubuis, éditions La Nef des fous, 2022
- Un petit vélo dans les mots, conception et graphisme Grégoire Dubuis, édition La Nef des fous, 2019.
- Maison, crée puis illustré par le peintre Youl, 2004.

### Ouvrages collectifs
- Caracolavie et autres poèmes (écriture et coordination artistique), avec Esther Puifhouloux, Juliette Rahban et un collectif d'enfants et d'adultes de la ville de Contrexéville, 2013  (ISBN 979-10-92353-05-1).
- L'Écrivantaire (écriture et coordination artistique), Éditions du Pourquoi pas ?, coll. « Pourquoi pas l'écriture ? », 2014  (ISBN 979-10-92353-11-2)
- Corps et graphie : récit d'ateliers d'écriture à France Alzheimer (écriture et coordination), Éditions du Pourquoi pas ?, coll. « Pourquoi pas l'écriture ? », 2015  (ISBN 979-10-92353-22-8).
- Vivre Livre (écriture et coordination artistique), illustré par Hélène Humbert, Éditions du Pourquoi pas ?, 2016  (ISBN 979-10-92353-23-5).

## Prix et distinctions
- Batchelder Honor award for Catherine's war, BD dessinée par Claire Fauvel, 2021, Etats Unis[8]
- Prix Artémisia de la fiction historique 2018 pour La Guerre de Catherine, dessinée par Claire Fauvel[9]
- Prix Fauve Jeunesse 2018, pour La Guerre de Catherine, dessinée par Claire Fauvel[10]
- Prix Raconte nous l'histoire 2018, pour La Guerre de Catherine, dessinée par Claire Fauvel, et pour La trouille[11]
- Prix Premio Andersen 2018 pour La Guerre de Catherine, en Italie (traduction italienne de la BD), dessinée par Claire Fauvel[12]`
- Prix Marguerite Audoux des collégiens pour Salle des pas perdus, 2006
- Prix Sainte-Beuve des collégiens, 2011 pour Sayonara samourai [13]
- Prix 12/14 de Brive-la-Gaillarde 2008 pour Alors, partir ?[14]